# دوري كرة القدم الأوكراني الدرجة الثانية 2007–08
دوري كرة القدم الأوكراني الدرجة الثانية 2007–08 (بالأوكرانية: Чемпіонат України з футболу 2007—2008: друга ліга)‏ هو موسم من دوري كرة القدم الأوكراني الدرجة الثانية ‏. فاز فيه FC Knyazha Shchaslyve ‏.